# 太田道灌
太田 道灌（おおた どうかん）は、室町時代後期に関東地方で活躍した武将。武蔵守護代・扇谷上杉家の家宰。摂津源氏の流れを汲む太田氏。諱は資長（すけなが）。太田資清（道真）の子で、家宰職を継いで享徳の乱、長尾景春の乱で活躍した。江戸城を築城し、武将としても学者としても一流という定評があった。
以降、本項では便宜上「道灌」の呼称を使用する。

## 生涯

### 幼少期

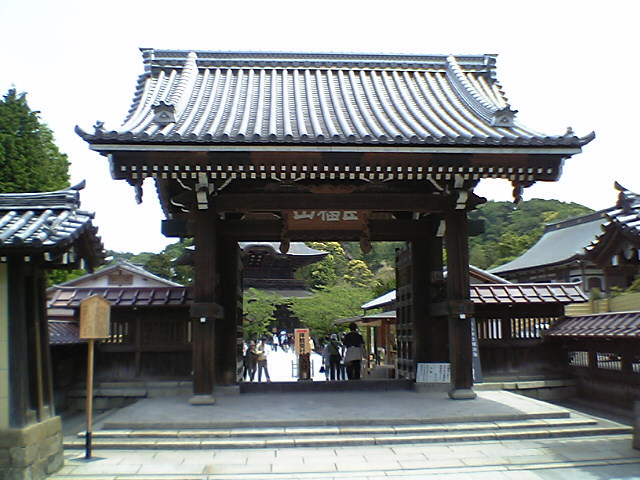
建長寺総門

永享4年（1432年）、鎌倉公方を補佐する関東管領上杉氏の一族である扇谷上杉家の家宰を務めた太田資清の子として生まれた。幼名は鶴千代。埼玉県越生町では、江戸時代に書かれた『新編武蔵風土記稿』の記述から、町内の大字龍ヶ谷字山枝庵（さんしあん）を生誕地とする伝承がある。
『永享記』などによると鎌倉五山（一説によれば建長寺）で学問を修め、足利学校（栃木県足利市）でも学び、文安3年（1446年）に元服し、資長を名乗った（初名は持資とする説もある）。享徳2年（1453年）1月、従五位上に昇叙し（従五位下叙位の時期は不明）左衛門少尉は如元（左衛門大夫を称する）。

### 家督相続
関東管領上杉氏は山内上杉家・犬懸上杉家・宅間上杉家・扇谷上杉家に分かれ、このうち山内家と犬懸家が力を持っていたが、上杉禅秀の乱で犬懸家が没落した後は山内家が関東管領職を独占し、太田氏の主君扇谷家は山内家を支える分家的な存在であった。
父・資清が扇谷上杉持朝を補佐していた時代に、鎌倉公方・足利持氏と関東管領・山内上杉憲実の対立から永享の乱へと発展し、持氏は室町幕府軍に敗れて鎌倉公方は中絶する。後に幕府によって持氏の子・足利成氏が鎌倉公方に、憲実の長男・山内上杉憲忠が関東管領に任じられると、憲忠の義父である持朝の要望により太田資清が、山内家家宰・長尾景仲と共に、関東管領である憲忠を補佐した。長尾景仲は太田資清の義父で、道灌にとっては母方の祖父にあたる。康正元年（1455年）頃には品川湊近くに太田家は居館を構えたという。同年12月、正五位下に昇叙し、備中守となった。
ところが享徳3年（1454年）、憲忠が足利成氏に暗殺され、上杉一門は報復に立ち上がって武蔵高安寺（東京都府中市）にいた成氏を攻めたものの、翌享徳4年（1455年）に分倍河原の戦いで返り討ちに遭い、当時の扇谷家当主・上杉顕房（持朝の子）が討死した。室町幕府は成氏討伐を決め、駿河守護・今川範忠率いる幕府軍が鎌倉に攻め寄せる。敗れた成氏は下総古河城に拠って抵抗する（古河公方）。成氏は上杉氏に反感を抱く関東諸将の支持を集めたため、関東地方はほぼ利根川を境界線として、古河公方陣営の東側と関東管領陣営の西側に分断された（享徳の乱）。
康正2年（1456年）、父・道真（法名）から家督を譲られた。以後、道灌は上杉政真（顕房の子）・定正（顕房の弟）の扇谷家2代にわたって補佐して、結果的に28年にも及ぶ享徳の乱を戦うことになった。
古河公方側と戦うために早急に防御拠点を築かねばならず、顕房死後に扇谷家当主に復帰した持朝の命で、康正2年（1456年）から長禄元年（1457年）にかけて太田道真・道灌父子は武蔵国入間郡に河越城（埼玉県川越市）、埼玉郡に岩槻城（埼玉県さいたま市岩槻区）を築いた（岩槻城は太田道灌によって築城されたとされていたが、近年に道灌と対立した古河公方成氏方の忍城主・成田正等によって築城されたとする資料が見つかるに及んで、現在は後者の学説の方が有力となっている）。

### 江戸城築城

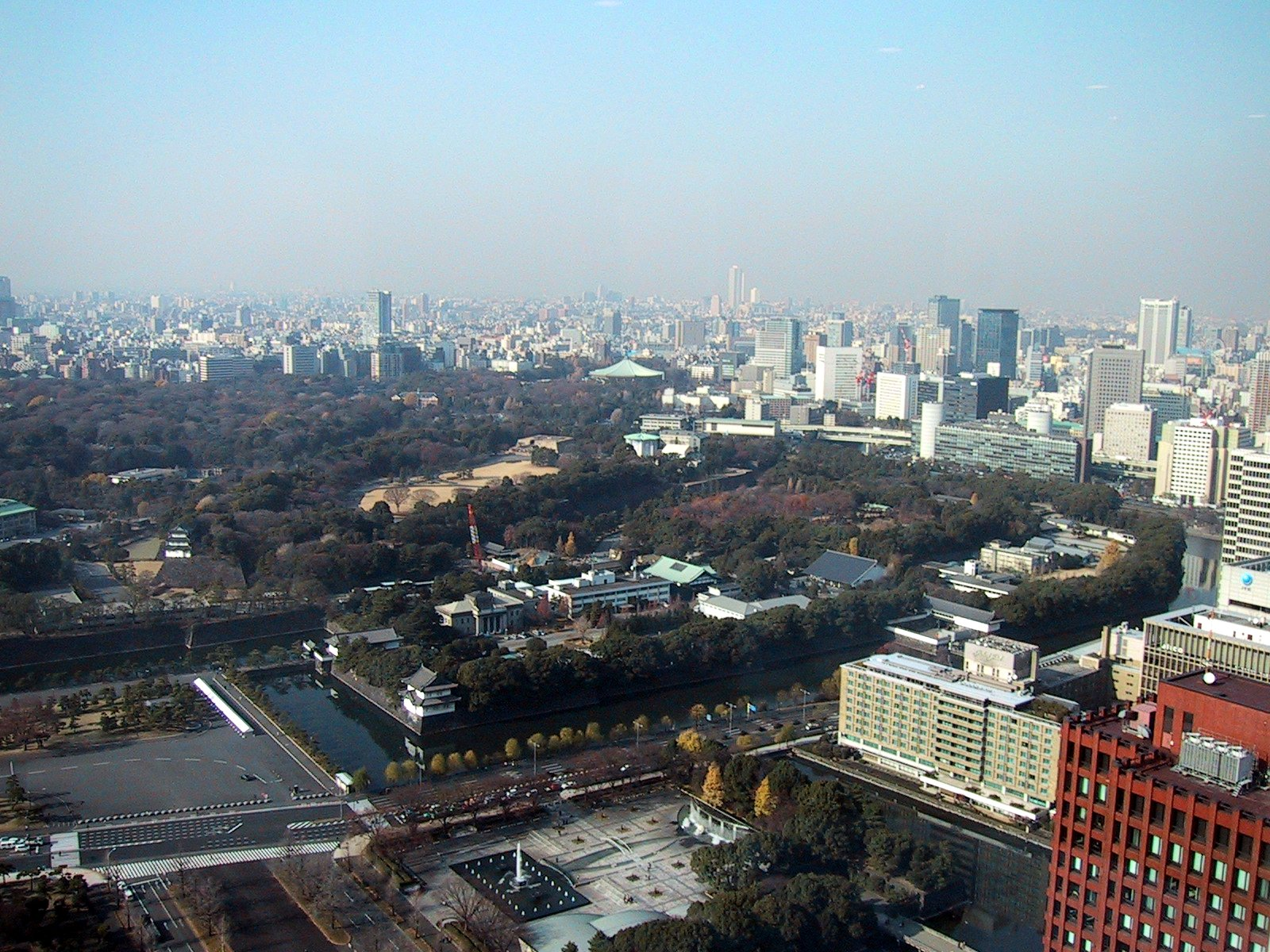
江戸城（現在は皇居）外観

更に古河公方側の有力武将である房総の千葉氏を抑えるため、両勢力の境界である当時の利根川下流域に城を築く必要があった。道灌は、元来は江戸氏の領地であった武蔵国豊嶋郡に江戸城を築城した（桜田郷の台地）。
江戸時代の地誌『新編武蔵風土記稿』では「道灌日記」という記録からの引用として、道灌が霊夢の告げによって江戸の地に城を築いたとある。また、『関八州古戦録』には品川沖を航行していた道灌の舟に九城（このしろ）という魚が踊り入り、これを吉兆と喜び江戸に城を築くことを思い立ったという話になっている。これらの霊異談は弱体化していた江戸氏を婉曲に退去させるための口実という説がある。江戸城が完成して品川（御殿山）から居館を遷したのは、長禄元年4月8日（1457年5月1日）であったと言い伝えられている。
江戸城の守護として日枝神社をはじめ、築土神社や平河天満宮など今に残る多くの神社を江戸城周辺に勧請、造営した。後に徳川将軍家が拡張した江戸城を転用した皇居には現在も「道灌濠」の名が残る。江戸城城主となった道灌は、ここで兵士の鍛錬に勤しみ、城内に弓場を設けて士卒に日々稽古をさせて、怠ける者からは罰金を取りそれを兵たちへの茶代に充てたという。
諸書を求めて兵学を学び、ことに『易経』に通じて当時の軍配者（軍師）の必須の教養であった易学を修め、また武経七書にも通じていた。『太田家譜』によると室町幕府管領・細川勝元に兵書を贈ったとされる。道灌の兵法は「足軽軍法」と呼ばれた。これは、それまでの騎馬武者による一騎討ちを排して、当時登場し始めていた足軽を活用した新時代の集団戦術と論じられることが多いが、実のところ『太田家記』に名称だけが書かれているだけで実態は不明である。
飛鳥井雅親・万里集九などと交流して歌道にも精通し、様々な和歌が残されている。有名な「山吹の里」の伝説はここから生まれた。文明元年（1469年）から文明6年（1474年）頃に歌人の心敬を品川の館に招いて連歌会を催し、これは「品川千句」と呼ばれる（歌人でもあった父・道真も「河越千句」を行っている）。また、文明6年には心敬を判者に江戸城で歌合を行い、「武州江戸二十四番歌合」が残っている。
長禄2年（1458年）、8代室町将軍・足利義政の異母兄・足利政知が関東に下向したが（堀越公方）、古河公方との戦いは膠着していた。『太田家記』によると寛正6年（1465年）に道灌は上洛して将軍義政に関東静謐の策を言上したとある。この上洛については他の史料に所見がなく疑問とされているが、近年の研究では寛正3年（1462年）に上杉持朝が堀越公方政知と対立して、政知の側近・渋川義鏡の讒言によって扇谷上杉家に対し謀叛の疑いをかけられ、三浦時高、大森氏頼・実頼父子、千葉実胤ら扇谷家の重臣が隠遁する程深刻な事態に陥ったため、両者の対立の収拾に数年かかっていたことが明らかとなっている。道灌が持朝に代わって幕府に対して弁明あるいは関係修復するために上洛した可能性も指摘されている。
文正元年（1466年）、関東管領・上杉房顕（憲忠の弟）が死去した。すでに上杉方は武蔵五十子（いかっこ、現・埼玉県本庄市）に城を造り、古河公方側と対峙していた。この五十子陣体制のもと、18年にわたり両軍は対峙することになる。山内家は越後上杉家から養子に入った上杉顕定が継いだ。
翌応仁元年（1467年）に京で応仁の乱が勃発する。同年、父・道真が長年仕えた扇谷持朝が死去、跡を孫で16歳の上杉政真が継いだ（前年に家督を継承）。
文明3年（1471年）、古河公方側が攻勢に出て武蔵国を突破して箱根山を越え、長駆して堀越公方・政知のいる伊豆国へ進撃せんと図った。上杉方は古河公方軍を撃退して古河城へ逆襲して陥落させたが、足利成氏は千葉孝胤を頼って落ち延びた。一旦は上杉方が優勢となったが、成氏方は反撃に出て文明4年（1472年）に古河城を奪回し、文明5年（1473年）には五十子の陣を強襲、扇谷政真が討死した。政真には子がおらず、道灌ら重臣が協議して政真の叔父にあたる上杉定正を扇谷家当主に迎えた。
この頃に出家して、単に沙彌、沙彌道灌、または道灌と称した（備中入道道灌と尊称された）。「道灌」を名乗り始めた正確な時期は不明だが、「道灌」名義の初出は文明6年6月の歌合記事である。

### 長尾景春の乱
文明5年（1473年）、山内家家宰・長尾景信が死去した。跡を子の長尾景春が継いだが、山内顕定は家宰職を景春ではなく景信の弟・長尾忠景に与えてしまい、これを景春は深く恨んだ。
文明8年（1476年）2月、駿河国守護の今川義忠が遠江国で討ち死にし、遺児の龍王丸（今川氏親）と従兄弟の小鹿範満のいずれが家督を相続するかで争いが生じ内紛状態となった。道灌は上杉定正の命により定正の縁者（従兄弟の子）である小鹿範満を家督とするべく、犬懸政憲とともに兵を率いて駿河に入った。
この今川氏の家督争いは、龍王丸の叔父の伊勢新九郎（宗瑞、北条早雲）が仲介に入って、小鹿範満を龍王丸が成人するまでの家督代行とすることで和談を成立させ、駐留していた道灌と犬懸政憲も撤兵した。『別本今川記』によると、この際に道灌と新九郎が会談して、新九郎の提示する調停案を道灌が了承したとある。従来、道灌と宗瑞は同じ永享4年（1432年）生まれとされ、道灌と宗瑞というタイプの異なる名将が会談したエピソードとして有名であるが、近年の研究によって宗瑞は幕府の政所執事を代々務めた伊勢氏の系譜に連なり、年齢も24歳若い康正2年（1456年）生まれ説が有力となっている。歴史学者黒田基樹は道灌と宗瑞が交渉したというのは後世の混同か創作だとしている。

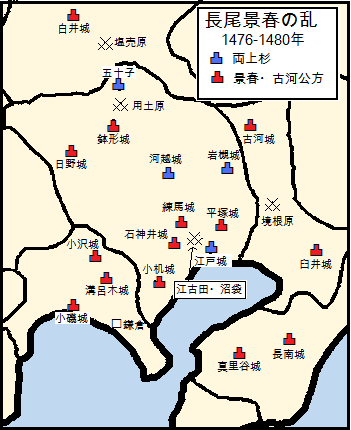
長尾景春の乱関係図

道灌が駿河に出張していた同年6月、長尾景春は鉢形城（埼玉県大里郡寄居町）に拠って古河公方と結び挙兵した（長尾景春の乱）。長尾景春は従兄弟である道灌に謀反に加わるよう誘った。道灌はこれを断り、主君・扇谷定正と父・道真もいる五十子の陣に赴き関東管領・山内顕定へ、長尾景春を懐柔するために長尾忠景を一旦退けるよう進言したが、山内顕定は受け入れなかった。次善の策として長尾景春を武蔵国守護代につけることを提案したが、却下された。それではと、ただちに長尾景春を討つよう進言するが、山内顕定はこれも受け入れなかった。翌文明9年（1477年）正月、長尾景春は五十子の陣を急襲し、山内顕定、扇谷定正は大敗を喫して敗走、長尾景春に味方する国人が続出して上杉氏は危機に陥った。さらに、石神井城（東京都練馬区）の豊島泰経が長尾景春に呼応したため、江戸城と河越城の連絡が絶たれる事態となる。
同年3月、道灌は兵を動かして長尾景春方の溝呂木城（神奈川県厚木市）の溝呂木正重と小磯城（神奈川県大磯町）の越後五郎四郎を速攻で攻略した。江戸城の至近に拠る豊島氏を早期に討たねばならず、4月、道灌は兵を発して豊島泰経・泰明兄弟を江古田・沼袋原の戦いで撃破し、そのまま石神井城を落して豊島氏は没落した。5月、道灌は用土原の戦いで長尾景春を破り、景春の本拠・鉢形城を囲んだが古河公方成氏が出陣したため撤退して、早期に景春を討つ好機を逃した。
道灌は上野国へ侵攻して塩売原で長尾景春と対陣する（塩売原の戦い）が、決着はつかなかった。道灌の東奔西走の活躍により景春は早々に封じ込められた格好になり、翌文明10年（1478年）正月、古河公方成氏は和議を打診してきた。
同年4月に武蔵の矢野兵庫、豊島泰経が籠もる小机城（神奈川県横浜市港北区）を包囲した。『太田家記』によると城の守りが堅固な上に、攻め手が小勢なため包囲は数十日に及んだが、道灌は「小机は先ず手習いのはじめにて、いろはにほへとちりぢりになる」という戯れ歌をつくって兵に歌わせ、士気を鼓舞してこれを攻め落とした。豊島氏はこの戦いで滅亡した。続いて長尾景春方の諸城を落として相模から一掃した。
12月に和議に反対する古河公方の有力武将であった千葉孝胤を境根原合戦で破り、翌年には孝胤と千葉氏当主の座を争っていた千葉自胤を擁して、甥の太田資忠を房総半島に出兵させ、反対派を一掃した。だが、千葉氏の拠点の一つであった臼井城攻略中に資忠は戦死、臼井城を落として千葉孝胤を放逐したものの、太田軍が撤退するとすぐに孝胤が巻き返して自胤側勢力を下総から一掃したために、千葉孝胤と長尾景春の連携を絶つという目標は達したが、もう一つの目標である千葉自胤の下総復帰は達成できなかった。その後、道灌は文明16年（1484年）に馬橋城（千葉県松戸市）を築城しており、孝胤を牽制するとともに下総に進出する拠点を確保するが、道灌の死によって扇谷上杉勢力は馬橋から撤退することになる。
なおも抵抗を続けていた長尾景春も文明12年（1480年）6月、最後の拠点である日野城（埼玉県秩父市）を道灌に攻め落とされ没落した（日野城の戦い）。そして文明14年（1482年）、古河公方成氏と両上杉家との間で「都鄙和睦」と呼ばれる和議が成立、30年近くに及んだ享徳の乱は終わった。
道灌は30数回の合戦を戦い抜き、ほとんど独力で上杉家の危機を救った。『太田道灌状』で「山内家が武・上の両国を支配できるのは、私の功である」と自ら述べている。

### 暗殺
道灌の活躍によって主家扇谷家の勢力は山内家を凌ぐほどに大きく増した。それとともに、道灌の威望も絶大なものになっていた。
定正は家臣である道灌が優れた統率力と戦略で敵を圧倒し、その功を誇って主君を軽んじる風もみられたとし、道灌の意見を用いないなど反感を持っていた。『永享記』は道灌が人心の離れた山内家に対して謀反を企てたと記している。また、扇谷家中が江戸・河越両城の補修を怪しみ扇谷定正に讒言したともある。道灌はこれらの中傷に対して一切弁明しなかったが、「太田道灌状」で道真・道灌父子の功績が正当に評価されないことに不満を抱き、主家の冷遇に対する不満を吐露している。また、万が一に備えて嫡男の資康を、和議の人質を名目として古河公方成氏に預けている。
文明18年7月26日（1486年8月25日）、扇谷定正の糟屋館（神奈川県伊勢原市）に招かれた。『太田資武状』によると、道灌は入浴後に風呂場の小口から出たところを曽我兵庫に襲われ、暗殺され、死に際には「当方滅亡」と言い残したという。自分がいなくなれば扇谷上杉家に未来はないという予言である。享年55。法名は大慈寺殿心円道灌大居士、また香月院殿春苑静勝道灌大居士。
道灌暗殺の遂行にあたっては、力が強くなりすぎた道灌が下克上で自身にとって代わりかねないと恐れた扇谷定正が自発的にしたとも、扇谷家の力を弱めるための山内顕定の画策に定正が乗ってしまったとも言われる。『上杉定正消息』の中で定正は、道灌が家政を独占したために家中に不満が起こっており、また道灌が山内顕定に謀反を企てたために討ち果たしたと述べている。
道灌暗殺により、道灌の遺児・資康はもちろん、扇谷上杉家に付いていた国人や地侍の多くが山内家へ走った。扇谷定正はたちまち苦境に陥ることになり、翌長享元年（1487年）山内顕定と扇谷定正は決裂し、両上杉家は長享の乱と呼ばれる歴年にわたる抗争を繰り広げることになった。

## 逸話

久遠の像（新宿中央公園）

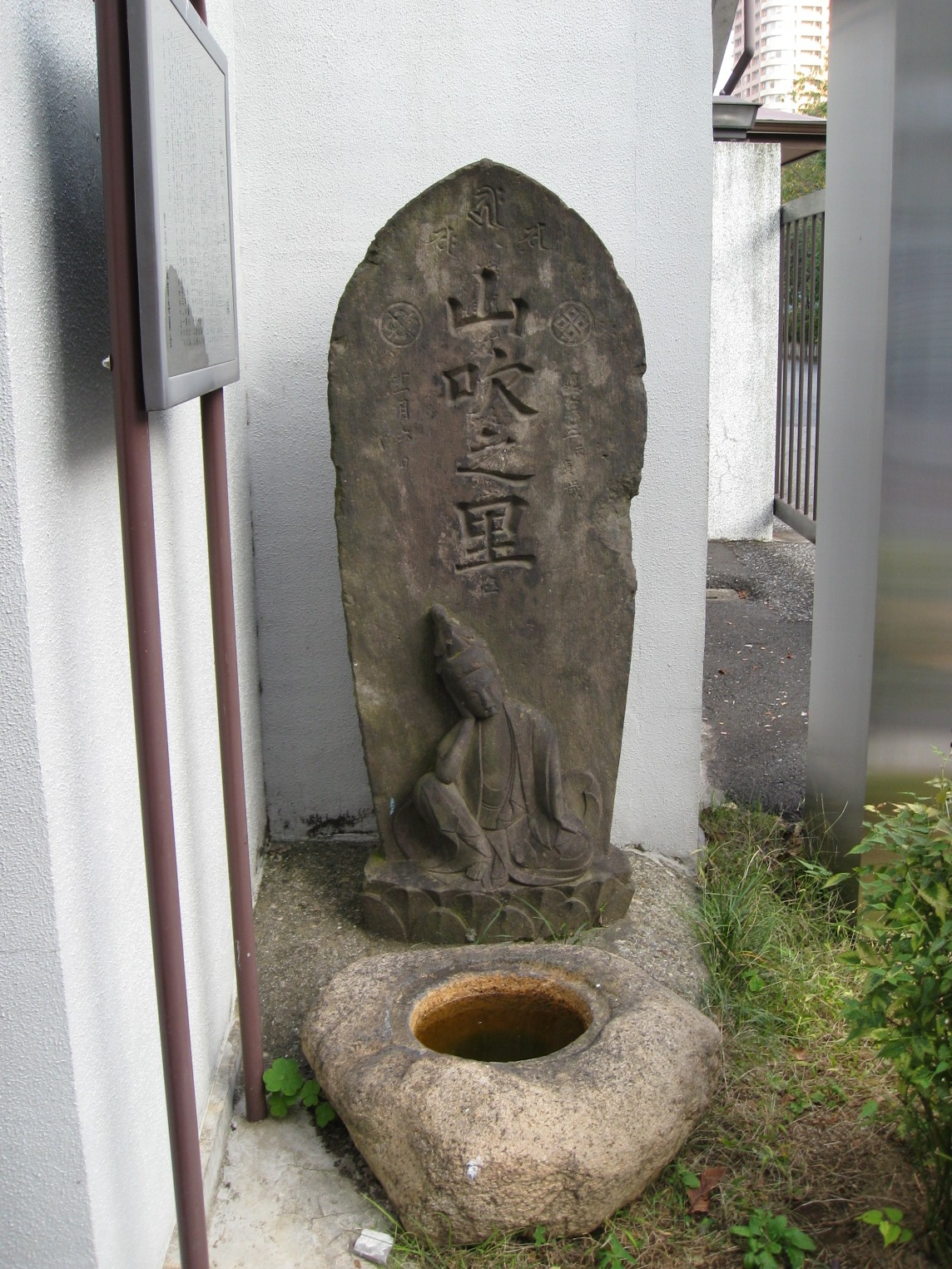
山吹之里の石碑（東京都豊島区高田）

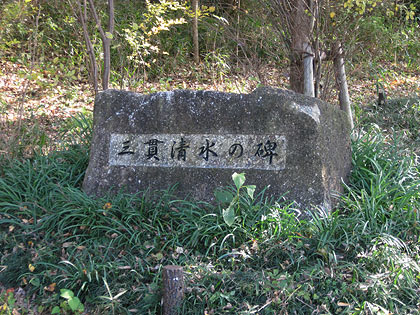
三貫清水の石碑（さいたま市北区）

幼少期の逸話
道灌は幼少時から英才ぶりが世に知られ、それを物語る逸話が存在する。
- 『太田家記』によれば、父・資清が俊英にすぎる鶴千代を心配して「知恵が過ぎれば大偽に走り、知恵が足らねば災いを招く。例えれば障子は直立してこそ役に立ち、曲がっておれば役に立たない」と訓戒すると、鶴千代は屏風を持ち出し「屏風は直立しては倒れてしまい、曲がっていてこそ役に立ちます」と言い返した。
- 『寛政重修諸家譜』によれば、ある日父・資清は筆をとって「驕者不久」（驕れる者は久しからず）と書いた。すると鶴千代はこれに2字書き加え「不驕者又不久」（驕らざる者も久しからず）とした。

100年以上後の江戸時代に書かれたものなので、そのまま事実とは考えられないが、道灌の才気と物おじしない毅然とした性格を示す逸話として知られる。
山吹伝説
ある日、鷹狩に出かけた道灌はにわか雨に遭い、蓑を借りようと農家に立ち寄った。出てきた娘は花が咲いた一枝の山吹を差し出すのみであり、彼女の意図を理解できなかった道灌は、蓑を借りようとしたのに花を出されたことに立腹しながら帰宅した。後でこの話を家臣にしたところ、それは兼明親王の歌「七重八重花は咲けども山吹の実の一つだになきぞ悲しき」（『後拾遺和歌集』所載）に掛けて、山間（やまあい）の茅葺き（かやぶき）の家であり貧しく蓑（実の）ひとつ持ち合わせがないことを奥ゆかしく答えたのだと教わった。道灌は古歌を知らなかった事を恥じて、それ以後は歌道に励み、歌人としても名高くなったという。以上が道灌の山吹伝説のあらすじだが、「山吹の里」とされる地は複数存在し、東京都内では豊島区高田の神田川に架かる面影橋近くに山吹の里の碑が建ち、1kmほど東へ行った新宿区内には山吹町の地名があるほか、荒川区三河島地域などが伝説地に比定されている。他に、神奈川県横浜市金沢区六浦や、埼玉県越生町にも「山吹の里」と称する場所が存在する。しかし、山吹伝説は江戸時代に掛川藩主となった太田家が編纂した家譜である『太田家記』には見えず、その初出は江戸時代中期に湯浅常山が編纂した『常山紀談』で、信憑性には疑問が残る。また、落語にはこの故事をもとにした『道灌』という演目がある。
夢見ヶ崎
神奈川県川崎市幸区にある台地「加瀬台（加瀬山）」の別名「夢見ヶ崎（ゆめみがさき）」は、道灌の見た夢に由来しているという。多摩川と鶴見川に挟まれた小高い丘で近くを鎌倉街道が走るこの場所は、城を構えるには絶好の環境である。道灌は築城を目論み、試しに野営してみた。しかし夜半に「一羽の白い鷲が兜を掴んで南西の地へ去ってしまった」という夢を見て不吉だと感じ、築城を断念したとされる。そのため兜を南西の地へ埋め、新たに築城する場所を探したとされている。ちなみに現在、加瀬台（当台地の上は川崎市立夢見ヶ崎動物公園となっている。）の東端にある加瀬台古墳群9号墳の墳丘上には、太田道灌碑と八幡宮が建てられている。また、南西の横浜市鶴見区駒岡3丁目には兜塚古墳があり、鷺が道灌の兜を落とした地としての兜塚碑が建てられている。
謀反鎮圧
あるとき、道灌の家臣が謀反を起こして館に立てこもった。道灌は兵士を差し向け、突入時に後方から「あの者は殺すな」と叫んだ。すると謀反した家臣はもしかして自分だけ助かるのではないかと思い、剣先が鈍くなり、全て討たれてしまった。
三貫清水
さいたま市北区奈良町には、道灌が「とてもうまい」と言って3貫文（50万円）の褒美を授けた「三貫清水」がある。
将軍の猿
将軍足利義政は1匹の猿を飼っていた。この猿は御所に参内する大名たちに飛びかかって引っ掻き、大名たちは難渋していたが、将軍の猿のために苦情も言えなかった。太田道灌が上洛して御所に参り、猿はいつものように飛びかかろうとするが、道灌がにらみつけると怯えて縮こまってしまった。大名たちは道灌の威に驚いた。
道灌は上洛するとこの猿のことを知り、猿師に賂を渡して猿をしたたかに打ちすえておいたのである。そのため、猿は道灌に睨みつけられると怯えてしまった。大名たちはこれを知り、道灌の知恵にさらに驚いた。同様の逸話が大友宗麟と立花道雪にもある。
臨終の際の歌
道灌は刺客に槍で刺された。道灌が歌を好むことを知っている刺客は上の句を詠む。
かかる時さこそ命の惜しからめ
道灌は致命傷に少しもひるまず下の句を続けた。
かねてなき身と思い知らずば
『小田原北条記』巻一にも記述されており、意味は「このような時、どんなに命が惜しいだろう。前もって元から存在しない自分と悟っていなかったならば」である。これは新渡戸稲造『武士道』（1899年）において、勇気ある真に偉大な人物が死に臨んで有する「余裕」の一例として紹介されている。

## 墓所・記念物
墓所

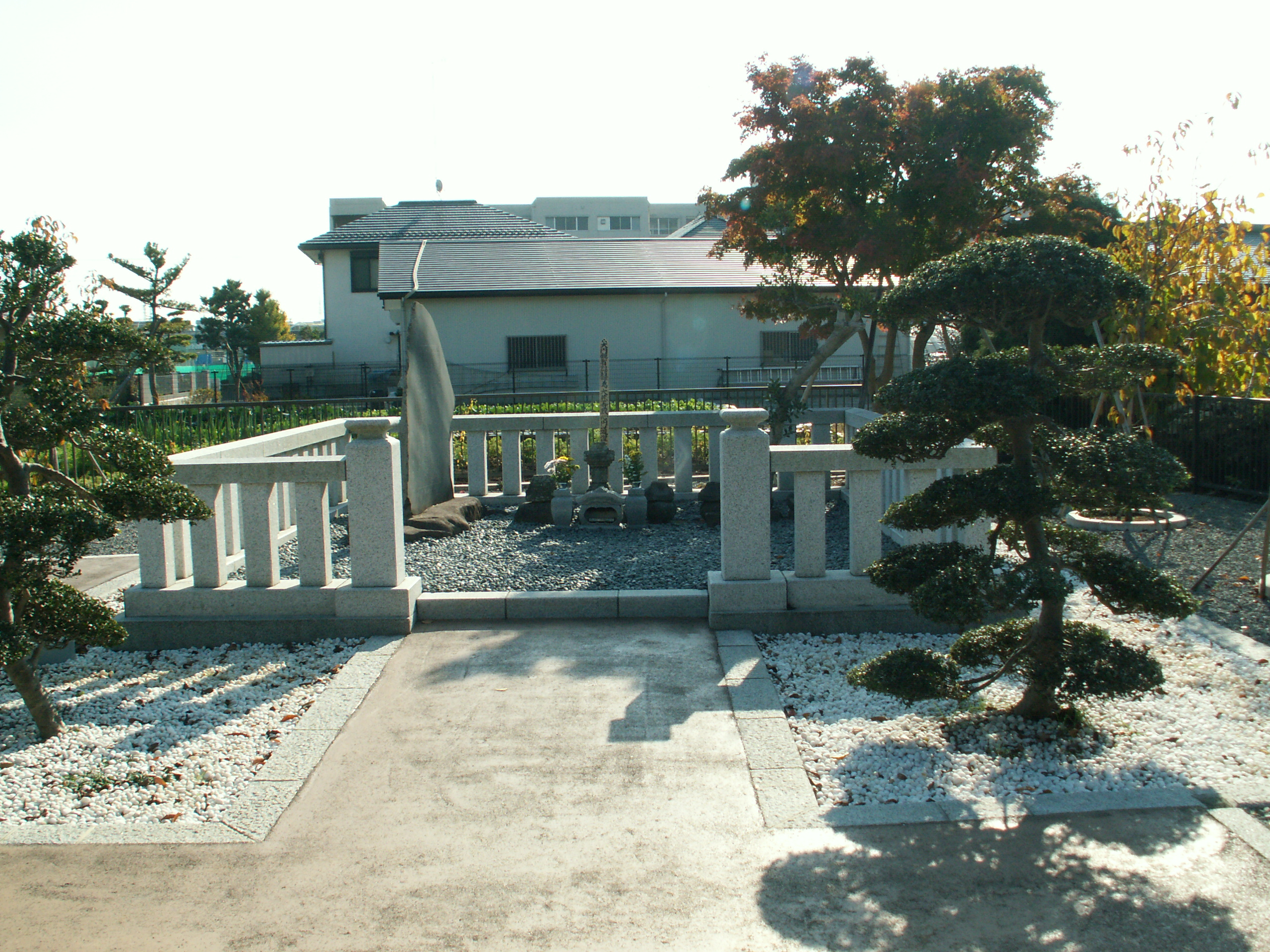
大田道灌首塚（神奈川県伊勢原市）

日暮里駅前にある太田道灌像

東京国際フォーラムにある太田道灌像

- 神奈川県伊勢原市に首塚（下糟屋の法雨山大慈寺）、胴塚（道灌塚、上粕屋の幡龍山公所寺洞昌院）がある。毎年秋には道灌まつりが同市で開催されている。
- 埼玉県越生町の龍穏寺に分骨したと伝わる太田道灌墓がある。
- 神奈川県鎌倉市英勝寺の裏山の北鎌倉から源氏山に抜けるハイキングコースに、太田道灌の首塚と言われる朽ちた供養塔が存在する。

銅像
- 東京都荒川区の日暮里駅前には騎馬姿の道灌の銅像「回天一枝」がある（橋本活道製作）。
- 東京国際フォーラムのガラス棟にも道灌の銅像がある（朝倉文夫 製作。かつての旧東京都庁の前にあり、都庁舎があった頃はそのシンボル的な存在であった）。
- 埼玉県川越市川越市役所庁舎(川越城大手門跡）、さいたま市岩槻区の岩槻区役所庁舎前にも道灌の立像がある。また、2007年には岩槻太田氏の菩提寺で、さいたま市岩槻区にある芳林寺にも騎馬像が建てられている。
- 埼玉県越生町には龍穏寺ほか3カ所太田道灌銅像がある。越生町は道灌を地域おこしに活用しており、越生駅西口に設置した観光案内所を「道灌おもてなしプラザ」と命名している[16]。
- 神奈川県伊勢原市役所前にも太田道灌の銅像が建てられている。

地名
- 東京都荒川区日暮里地区には道灌山という地名や小学校名が存在し、道灌の時代、あるいは道灌の死後からしばらくして太田氏の勢力の及んださいたま市岩槻区には太田という地名も存在する。
- 千葉県柏市には道灌の名を持つ小字（こあざ）地名が9か所存在する。境根原合戦の際に道灌が軍を進めたことが由来であるとされる。

## 系譜・華族
道灌の後数代の系譜は錯綜しており、それぞれの人物の実在は確認できても、その血縁関係や生没年、諱などが分からない場合も多い。
また、道灌の死後家督を継いだのは資康であるとされることが多いが、一次資料では養嗣子・六郎右衛門尉が継いだとある。しかしこの流れは早くに途絶え、最終的には資康の流れが近世大名として明治まで残った（掛川藩）。
- 先祖・父母
  - 父：太田道真（資清、資光）
  - 母：長尾景仲の娘
- 兄弟
  - 太田資忠
  - 太田六郎（資常？）
- 息子
  - 長男：太田資康
  - 養子：太田資雄
  - 養子：太田資家
  - 養子：太田六郎右衛門尉